# HD 12661 b
HD 12661 b — экзопланета в системе HD 12661, газовый гигант более чем в два раза массивнее Юпитера. Открыт в 2000 году.
Двигаясь по довольно вытянутой орбите HD 12661 b периодически попадает в потенциально пригодную для жизни зону. В случае наличия спутника достаточно массивного и обладающего атмосферой (как например Титан) там потенциально могла бы быть жизнь.